# Gi Portes
Giselli Aparecida Portes da Rosa (Ponta Grossa, 16 de agosto de 1992), mais conhecida como Gi Portes, é uma jogadora de futsal brasileira.

## Biografia e carreira
Em 2012, Portes foi indicada ao Prêmio Orgulho Paranaense na categoria Atleta feminino dos Jogos Universitários do Paraná. Ela participou dos Jogos Universitários Brasileiros em 2022, sendo campeã pela Female/Unochapecó. No mesmo ano, a Confederação Brasileira do Desporto Universitário (CBDU) concedeu a ela o Prêmio de Melhor Atleta de Futsal Feminino do Ano.
Portes integrou a Seleção Brasileira que venceu de forma invicta o 1.º Torneio Internacional de Futsal Feminino de Xanxerê.